# Patricia Melgarejo
Patricia Melgarejo es una deportista argentina que compitió en judo. Ganó una medalla de bronce en el Campeonato Panamericano de Judo de 1994, en la categoría de –45 kg.

## Palmarés internacional
| Campeonato Panamericano | Campeonato Panamericano   | Campeonato Panamericano | Campeonato Panamericano |
| Año                     | Lugar                     | Medalla                 | Categoría               |
| ----------------------- | ------------------------- | ----------------------- | ----------------------- |
| 1994                    | Santiago de Chile (Chile) | Medalla de bronce       | –45 kg                  |